# Leptostygnus
Leptostygnus – rodzaj kosarzy z podrzędu Laniatores i rodziny Agoristenidae. Gatunkiem typowym jest Leptostygnus leptochirus

## Występowanie
Przedstawiciele rodzaju występują na Kolumbii i Wenezueli.

## Systematyka
Opisano dotychczas tylko 3 gatunki:
- Leptostygnus leptochirus Mello-Leitão, 1940
- Leptostygnus marchantiarum (González-Sponga, 1987)
- Leptostygnus yarigui García & Villarreal, 2020